# Sveriges värsta bilförare 2022
Sveriges värsta bilförare 2022 var den åttonde säsongen av Sveriges värsta bilförare som sändes i TV4 och C More mellan den 14 april och 2 juni 2022. Till skillnad från övriga säsonger utgjordes juryn av en enda person, körskolläraren Pernilla Theorin, medan Gry Forssell var programledare och Edvin Törnblom expertkommentator. Initialt var det planerat att Anders Öfvergård skulle bli säsongens programledare, men av olika skäl blev det ett programledarbyte innan inspelningarna startade.
Inför denna säsong köpte TV4 tillbaka sändningsrättigheterna för programkonceptet från Kanal 5, som hade producerat de tre senaste säsongerna åren 2014 till 2016. Säsongerna som hade sänts i Sverige åren före det hade producerats av TV4 (åren 2005 samt 2009–2012). Under sensommaren 2021 sökte TV4 deltagare till programmet och själva inspelningarna ägde rum i Stockholmsområdet under hösten samma år.

## Deltagarna
Några veckor innan programmet fick sin premiär presenterade TV4 de sammanlagt tio deltagarna inklusive respektive medförare (eller co-driver som det kallas i programmet). Några av deltagarna blev dock offentliggjorda genom den programtrailer som släpptes tre veckor före säsongspremiären.
| Förare   | Ålder | Bostad         | Medförare     | Resultat                              |
| -------- | ----- | -------------- | ------------- | ------------------------------------- |
| Ulf      | 78    | Nacka          | Gun-Britt, 71 | Fick lämna tävlingen efter avsnitt 1. |
| Kelly    | 22    | Malmö          | Lizzie, 22    | Fick lämna tävlingen efter avsnitt 2. |
| Emil     | 21    | Klippan        | Oscar, 21     | Fick lämna tävlingen efter avsnitt 3. |
| Jakob    | 23    | Kalmar         | Simon, 27     | Fick lämna tävlingen efter avsnitt 4. |
| Birgitta | 56    | Upplands Väsby | Pirjo, 58     | Fick lämna tävlingen efter avsnitt 5. |
| Yahya    | 20    | Malmö          | Ghassan, 46   | Fick lämna tävlingen efter avsnitt 6. |
| Marie    | 45    | Smålandsstenar | Maria, 38     | Fick lämna tävlingen efter avsnitt 7. |
| Marcel   | 21    | Stockholm      | Lisanna, 29   | Finalist, slutade på tredje plats.    |
| Chantal  | 24    | Stockholm      | Patricia, 28  | Finalist, slutade på andra plats.     |
| Iréne    | 82    | Mariestad      | David, 22     | Finalist, korades till vinnare.       |

## Avsnitt och handling
| Nr | Sändningsdatum | Övningar                                                  | Bästa bilföraren    | Värsta bilföraren       |
| -- | -------------- | --------------------------------------------------------- | ------------------- | ----------------------- |
| 1  | 14 april       | Stadstrafik, beställa lunch och strömförande räls         | Ulf                 | Ingen                   |
| 2  | 21 april       | Mobil och trafik, vippbrädan och handbromsvändning        | Kelly               | Ingen                   |
| 3  | 28 april       | Bogsering, ta ut svängarna och backduell                  | Emil                | Ingen                   |
| 4  | 5 maj          | Bromsövning, backa och parkera och hitta dragläge         | Jakob               | Ingen                   |
| 5  | 12 maj         | Vända på trånga ytor, säkerhetskontroll och köra med släp | Birgitta            | Ingen                   |
| 6  | 19 maj         | Offroad, vattentanken och fickparkering                   | Yahya               | Ingen                   |
| 7  | 26 maj         | Ledig parkeringsplats, backa med husvagn och folkrace     | Marie               | Ingen                   |
| 8  | 2 juni         | Köra ett vrålåk, uppkörning och backa med limousin        | Tredje plats Marcel | Värsta bilföraren Iréne |
| 8  | 2 juni         | Köra ett vrålåk, uppkörning och backa med limousin        | Andra plats Chantal | Värsta bilföraren Iréne |

Avsnitt 1 – 14 april 2022
- Stadstrafik: Förarna skulle navigera till övningsområdet. Denna övning var en inofficiell övning som visades i början av avsnittet.
- Beställa lunch: Deltagarna skulle köra en hinderbana i fyra steg där de skulle beställa och hämta en lunchbeställning. Maten inklusive en dessert skulle sedan köras så oskadd som möjligt i mål.
- Strömförande räls: Förarna skulle köra på en smal strömförande bro två gånger – en gång framåt och en gång backande. Om bilen åkte av banan fick både föraren och medföraren en ofarlig elektrisk stöt.

Avsnitt 2 – 21 april 2022
- Mobil och trafik: Förarna skulle köra en hinderbana utan att stanna bilen eller köra på några hinder. Som en extra utmaning fick varje förare och medförare genomföra ett uppdrag i bilen som till exempel att prata med Edvin Törnblom i telefon eller inta något ätbart.
- Vippbrädan: Förarna skulle köra upp bilen på en vippbräda med målsättningen att få den i jämvikt.
- Handbromsvändning: Förarna skulle köra en kortare raksträcka och vid ett visst tillfälle skulle de göra en snabb handbromsvändning och sedan köra tillbaka till startpositionen igen.

Avsnitt 3 – 28 april 2022
- Bogsering: Ett förarpar skulle bogsera ett annat förarpar genom en hinderbana.
- Ta ut svängarna: Förarna skulle köra en lånad bil genom en hinderbana med utsatta hinder. Målsättningen var att försöka att inte repa sönder bilen.
- Backduell: Förarna skulle backa längs med en bana och sedan köra tillbaka igen. Förarna möttes två och två men det var ingen tävling.

Avsnitt 4 – 5 maj 2022
- Bromsövning: Varje förare skulle köra en raksträcka och komma upp i minst 50 km/h för att sedan på given signal bromsa innan bilen åkte in i en pappvägg.
- Backa och parkera: Förarna skulle med ögonbindel backa in en skåpbil mellan två dyra lyxbilar. Här var föraren tvungen att lyssna på sin medförare som gav instruktioner om hur backningen skulle gå till för att de inte skulle köra in i något. Vad ingen av förarna kände till var att lyxbilarna under övningen hade bytts ut mot skrotbilar vilket gjorde att de eventuella skador som uppstod inte var särskilt kostsamma.
- Hitta dragläge: Förarna skulle köra upp för en backe och på vägen öppna två bommar genom att hitta dragläge. Bakom sig hade de en polisbil med sirener som stressobjekt.

Avsnitt 5 – 12 maj 2022
- Vända på trång yta: Föraren skulle köra in och backa på en trång yta maximalt tre gånger. Om föraren körde utanför banan åkte denne på att få en ofarlig elektrisk stöt.
- Säkerhetskontroll: Föraren och dess medförare skulle genomföra en säkerhetskontroll på bilen, bland annat kolla däcken, bilens oljenivåer och tuta.
- Köra med släp: Föraren och dess medförare skulle packa ett flyttlass på en släpkärra och sedan köra en slags hinderbana. Som ett extra stressmoment var det två förarpar som mötte varandra samtidigt även om det inte var någon tävling sinsemellan.

Avsnitt 6 – 19 maj 2022
- Offroad: Bilförarna skulle köra en offroadbana som bland annat innehöll ett gäng branta backar.
- Vattentanken: Förarna skulle köra smidigt genom en hinderbana. Om föraren exempelvis tvärnitade eller gjorde tvära svängar fick denne ett straff i form av vatten som strömmade ned från en vattentank på taket. Även medföraren skulle vara med i bilen och fick samma konsekvens som föraren fick om färden inte gick smidigt.
- Fickparkering: Förarna skulle köra upp för en backe och sedan fickparkera vid ett bestämt tillfälle. På väg upp för backen satt en dold stoppskylt och om föraren inte stannade vid skylten enligt stopplikten fick föraren ett tilldelat straff.

Avsnitt 7 – 26 maj 2022
- Ledig parkeringsplats: Bilförarna skulle köra en bana och hitta en ledig parkeringsplats. Twisten i övningen var att det bara fanns tre lediga platser och förarna var tvungna att få parkeringen godkänd av domare Pernilla. Om domaren ansåg att föraren inte hade parkerat på ett godkänt sätt fick bilföraren köra en straffrunda för att försöka på nytt.
- Backa med husvagn: Förarna skulle köra en kort sträcka med en husvagn som sedan skulle backas in på en specifik plats
- Folkrace: Förarna möttes två och två i tre heats. Uppgiften i de två första heaten var att förarna skulle tävla mot varandra genom en bana för att sedan avsluta med att hämta upp en uppblåsbar flamingoballong innan man körde i mål. Vinnarna i de två första matcherna möttes sedan i en avgörande match där varje förare också hade varsin husvagn på släp som också skulle ta sig igenom banan. I den senare matchen togs momentet med flamingon bort.

Finalen (avsnitt 8) – 2 juni 2022
- Köra ett vrålåk: Varje förare fick köra en Lamborghini på en kortare raksträcka. Målsättningen och det juryn bedömde var hur långsamt bilföraren framförde vrålåket.
- Uppkörning: Varje bilförare fick ge sig ut i den riktiga trafiken, den här gången med programledaren Gry Forssell som medförare.
- Backa med limousin: Förarna skulle köra en slalombana med en limousin, först framåt och därefter backande. Medföraren satt med i bilen, däremot i den bakre delen av limousinen. Föraren och medföraren fick ha kontakt under övningen men bara genom att ropa eller att tala genom bilens inbyggda telefonsystem.